# 檜倉山
檜倉山（ひのきぐらやま）は、新潟県南魚沼市と群馬県利根郡みなかみ町との県境に位置する山で、中央分水界になり、標高1,744.2メートルである。利根川源流を囲む山になる。別名はヒグラヤマ。

## 登山ルート
- 残雪期:南越後観光バス清水バス停より、旧道～檜倉沢～山頂まで約8時間[1][2]。

## 周辺の山々
- 刃物ヶ崎山
- 柄沢山・居頭山・米子頭山・栂ノ頭
- 威守松山
- 割引岳・巻機山・牛ヶ岳
- 大烏帽子山・朝日岳

## 河川
- 利根川
- 登川

## アクセス
- 車:関越自動車道塩沢石打インターチェンジより、新潟県道28号塩沢大和線・国道291号を、車で約30分。タクシーでは上越線六日町駅から約20分。
- バス:南越後観光バスで六日町駅から沢口・清水行（1日3本）で約30分。